# آلیس بابز
آلیس بابز (به انگلیسی: Alice Babs) (زاده ۲۶ ژانویه ۱۹۲۴-درگذشته ۱۱ فوریه ۲۰۱۴) خواننده و بازیگر سوئدی بود.
او نماینده سوئد در یوروویژن ۱۹۵۸ بود.